# Логор Сушица
Логор Сушица је био  заточенички логор који су успоставиле српске снаге за Бошњаке и друге несрбе у општини Власеница у источној Босни и Херцеговини.

## Стање у логору
Логор се састојао од две главне зграде и мале куће. Заточеници су били смештени у хангар величине приближно 30 пута 50 метара. Од краја маја до октобра 1992. у хангару логора Сушица је заточено чак 8.000 бошњачких цивила и других несрба из Власенице и околних села. Број заточеника у хангару у једном тренутку обично је био између 300 и 500. Зграда је била веома претрпана и услови за живот били су лоши.
У логору су затварани мушкарци, жене и деца, понекад целе породице. Жене и деца од осам година обично су затварани на краће временске периоде, а затим насилно пребачени у оближња муслиманска подручја. Мушкарци су у логору држани до његовог затварања крајем септембра 1992. године, а затим су пребачени у већи концентрациони логор Батковић код Бијељине. Жене свих узраста су током боравка у логору силоване или сексуално злостављане од стране логорских стражара или других мушкараца којима је било дозвољено да уђу у логор.
Мушкарци заточеници логора доживели су сличну судбину као и жене. Били су малтретирани, мучени и убијани. Према речима Пере Поповића, бившег стражара у логору, углавном су постројени уз стуб за струју испред касарне и стрељани. Заточеници у Сушици обављали су принудни рад, понекад на првим линијама фронта. Неке заточенике су убили логорски чувари или су умрли од злостављања. Масакр је извршен у ноћи 30. септембра 1992. године, када је преосталих 140 до 150 заточеника у логору Сушица аутобусима протерано из логора и погубљено.

## Пресуда за ратни злочин
Драган Николић, командант логора, признао је кривицу за злочине против човечности и осуђен је на 20 година затвора. За учешће у логору Сушица Предраг Бастах и Горан Вишковић осуђени су на 22, односно 18 година затвора.